# Serra de Roques Blanques
La Serra de Roques Blanques és una serra situada al municipi del Papiol a la comarca del Baix Llobregat, amb una elevació màxima de 195 metres.
Dona nom al cementiri de Roques Blanques, que es troba al vessant nord de la serra.